# Подбережье (Волховский район)
Подбережье — деревня в Пашском сельском поселении Волховского района Ленинградской области.

## История
Деревня Побережье упоминается в переписи 1710 года в Рождественском Пашском погосте Заонежской половины Обонежской пятины.
Как деревня Подбережье она обозначена на карте Санкт-Петербургской губернии Ф. Ф. Шуберта 1834 года.

ПОДБЕРЕЖЬЕ — деревня принадлежит малолетним господам Апрелевым, число жителей по ревизии: 26 м. п., 40 ж. п. (1838 год)

Деревня Подбережье отмечена на карте Ф. Ф. Шуберта 1844 года.

ПОДБЕРЕЖЬЕ — деревня генерал-лейтенанта Апрелева и малолетних Апрелевых, по просёлочной дороге, число дворов — 6, число душ — 18 м. п. (1856 год)

ПОДБЕРЕЖЬЕ — деревня разночинцев при реке Паше, число дворов — 7, число жителей: 23 м. п., 20 ж. п. (1862 год)

Согласно материалам по статистике народного хозяйства Новоладожского уезда 1891 года имение при селе Подбережье площадью 37 десятин принадлежало мещанину Д. М. Шведову, имение было приобретено до 1868 года. А также, имение Новый Двор площадью 83 десятины принадлежало потомственному почётному гражданину В. А. Оболенскому, имение было приобретено в 1878 году за 3000 рублей, в нём была ветряная мельница и кузница.
Согласно епархиальным сведениям 1899 года деревня относилась к приходу церкви Рождества Христова Пашского погоста в Надкопанье.
В конце XIX — начале XX века деревня административно относилась к Доможировской волости 3-го стана Новоладожского уезда Санкт-Петербургской губернии.
По данным «Памятной книжки Санкт-Петербургской губернии» за 1905 год в Карпинском сельском обществе находились две деревни: Подбережье 1-е и Подбережье 2-е.
В 1917 году деревня входила в состав Доможировской волости Новоладожского уезда.
С 1919 по 1927 год деревня Подбережье входила в состав Карпинского сельсовета Пашской волости Волховского уезда.
С 1927 года в составе Пашского района. В 1927 году население деревни Подбережье составляло 173 человека.
По данным 1933 года деревня Подбережье входила в состав Карпинского сельсовета Пашского района Ленинградской области.

Деревня Подбережье на карте 1940 года

С 1955 года в составе Новоладожского района.
В 1958 году население деревни Подбережье составляло 75 человек.
С 1963 года в составе Волховского района.
По данным 1966, 1973 и 1990 годов деревня Подбережье входила в состав Пашского сельсовета Волховского района.
В 1997 году в деревне Подбережье Пашской волости проживали 2 человека, в 2002 году — 5 человек (русские — 80 %).
В 2007 и в 2010 году в деревне Подбережье Пашского СП — вновь 2 человека.

## География
Деревня расположена в северо-восточной части района на автодороге 41К-193 (Паша — Загубье).
Расстояние до административного центра поселения — 12 км.
Расстояние до ближайшей железнодорожной станции Паша — 8 км.
Деревня находится на левом берегу реки Паша.

## Демография
| 1862 | 2002 | 2007 | 2010 | 2012 | 2017 |
| ---- | ---- | ---- | ---- | ---- | ---- |
| 43   | ↘5   | ↘2   | →2   | ↗4   | ↗8   |

### Национальный состав
Согласно данным Всероссийской переписи населения 2021 года в деревне проживали 9 человек, из них:
 русские — 8, украинцы — 1 человек.